# Alcatraz
Alcatraz è un'isola dell'Oceano Pacifico orientale appartenente alla municipalità di San Francisco, città degli Stati Uniti, in California.
Ha una superficie di circa 85000 m², dista 2 km da San Francisco e deve la sua fama al fatto di avere ospitato, dal 1934 al 1963, uno dei più noti istituti penitenziari del mondo, che si caratterizzava per le sue condizioni di massima sicurezza e la quasi totale impossibilità di evasione.
Il nome dell'isola, che in spagnolo significa sula, fu scelto da Manuel de Ayala alla fine del XVIII secolo.

## Geografia e fauna

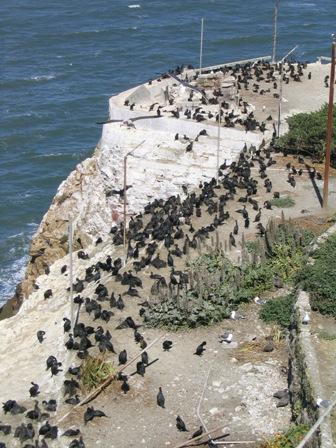
Colonia di cormorani

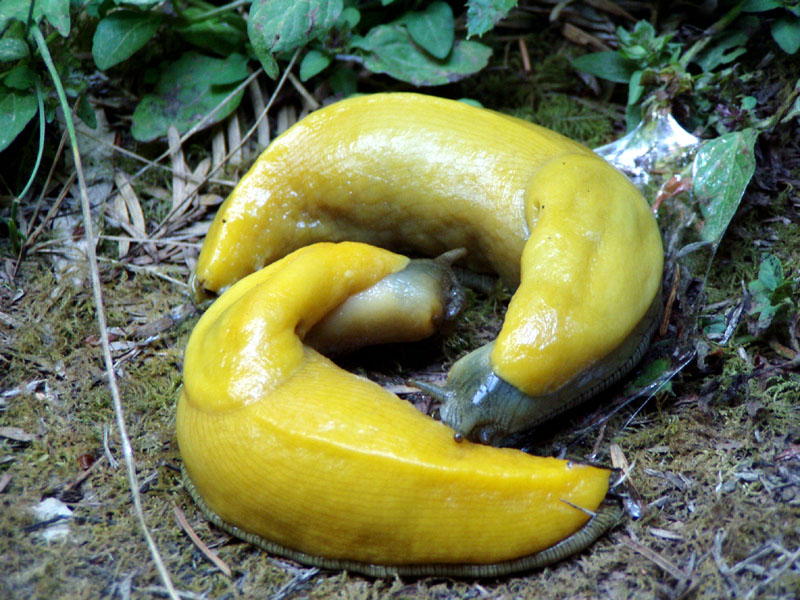
Due lumache "a banana"

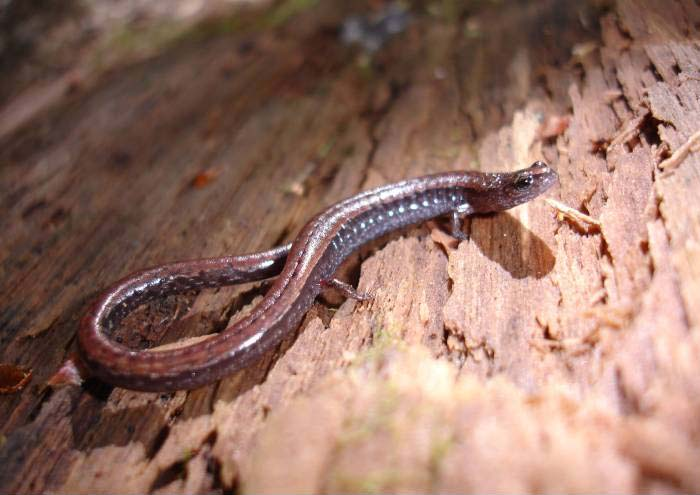
Una salamandrina attenuata

Situata in California, presso San Francisco, a nord delle acque dell'omonima baia, l'isola di Alcatraz si è formata nel Cretaceo assieme ad altre isole composte prevalentemente di arenaria e di ardesia. La sua superficie è di 90.000 m², ma la presenza delle molte rocce rendono difficile la coltivazione. Per questo motivo e per la sua posizione strategica, l'isola ha nei secoli svolto sempre ruoli chiave nell'area.
Prima che giungessero i coloni, solo gli uccelli ed alcune specie vegetali vivevano sull'isola dal momento che essa non disponeva di alcuna fonte d'acqua naturale e le piante locali erano specie adattate a sopravvivere unicamente con la rugiada e la pioggia. La situazione dell'isola è però radicalmente mutata dall'arrivo della colonizzazione. Nel 1850, infatti, l'isola venne usata per la prima volta come base d'artiglieria per proteggere la baia di San Francisco.
Come passo successivo, in loco venne eretta una prima fortezza militare, e quindi una prigione militare che rese necessaria una popolazione permanente che, come tale, iniziò a trasformare l'ambiente naturale attraverso la creazione dei primi giardini, la messa a dimora di alberi e piante esotiche. Nel 1934 la struttura venne trasformata in un penitenziario di stato, ma si continuarono a mantenere molti dei giardini precedenti, soprattutto le piante da frutta. Dopo la chiusura della prigione, le piante vennero abbandonate a sé stesse ed ancora oggi quelle presenti forniscono luoghi ideali per la nidificazione degli uccelli. Dal 1972 la flora dell'isola è protetta.
Tra le specie floreali più comuni vi sono l'Acanthus mollis, i cetrioli californiani (Eschscholtzia californica), vari tipi di ninfee ed agavi. Tra gli arbusti e gli alberi, la mora (Rubus ursinus), il geranio, l'eucalipto e il cipresso sono i più diffusi.
Gli uccelli sono la spina dorsale della fauna dell'isola, in particolare quelli marini che trovano terreno ideale per la nidificazione lungo la costa rocciosa occidentale. Le specie più tipiche sono composte da cormorani di Brandt (Phalacrocorax penicillatus) e gabbiani occidentali (Larus occidentalis).
Si ritiene che il roditore notturno Peromyscus maniculatus sia l'unica specie di mammifero presente sull'isola. Questi raggiungono i 7–10 cm di lunghezza e si nutrono di insetti, bacche e frutti. Secondo uno studio del 1994, la popolazione presente sull'isola di questa specie ha un colore del manto più chiaro rispetto alla medesima specie presente nel resto della baia.
Una specie interessante è la lumaca a banana gialla (Ariolimax californicus) che si può ritrovare nelle aree più umide dell'isola. Esse possono raggiungere i 15–20 cm di lunghezza e la loro dieta è composta prevalentemente da funghi, piante e resti animali. Nonostante il loro aspetto disgustoso e viscido, queste lumache sono commestibili ed esse sono alla base di un festival di cucina che si tiene annualmente nella zona.
La salamandrina attenuata (Batrachoseps attenuatus) è un tipico anfibio presente sull'isola. Per aspetto, dimensioni e colore assomiglia al classico lombrico, con la differenza che essa dispone di piccole zampe. Come le lucertole, essa è in grado di staccarsi la coda in caso di pericolo. Misura solitamente 6-12 centimetri di lunghezza e respira attraverso la pelle. Preferisce le aree più umide dell'isola, il più delle volte sotto alberi o foglie in decomposizione.

## Storia

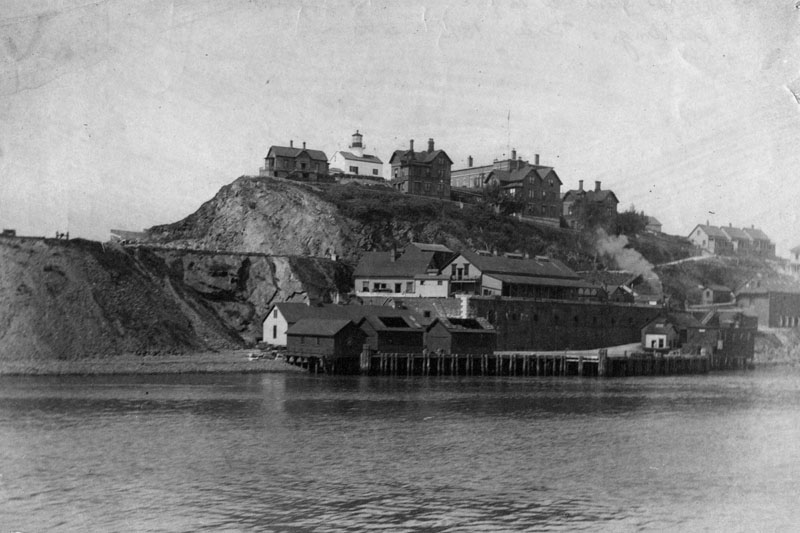
L'isola di Alcatraz in una fotografia del 1895.

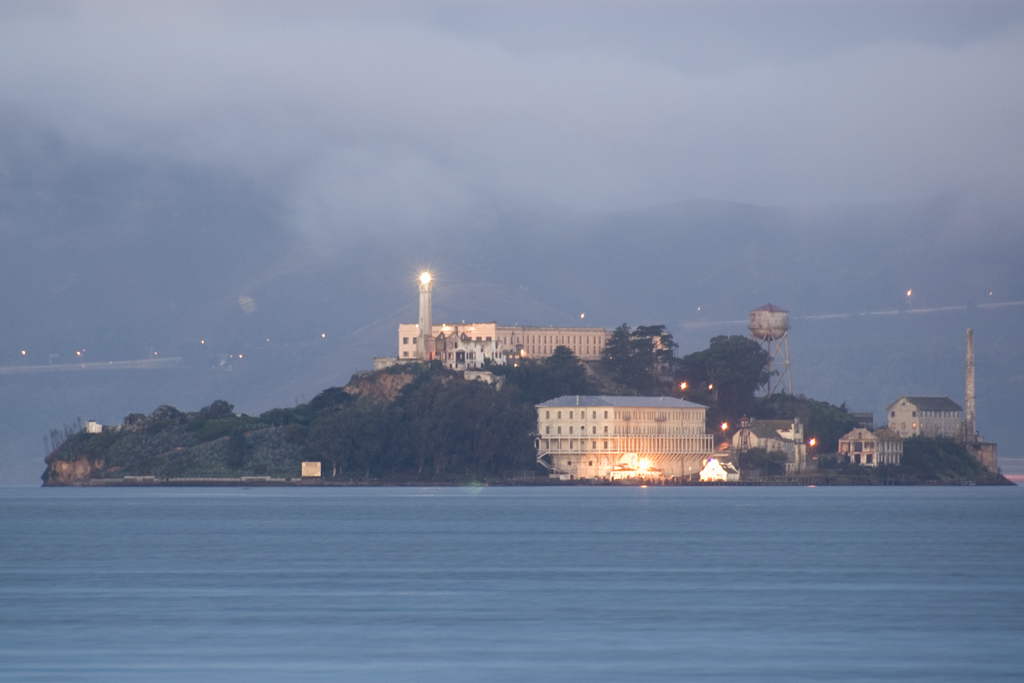
Alcatraz al tramonto, da est.

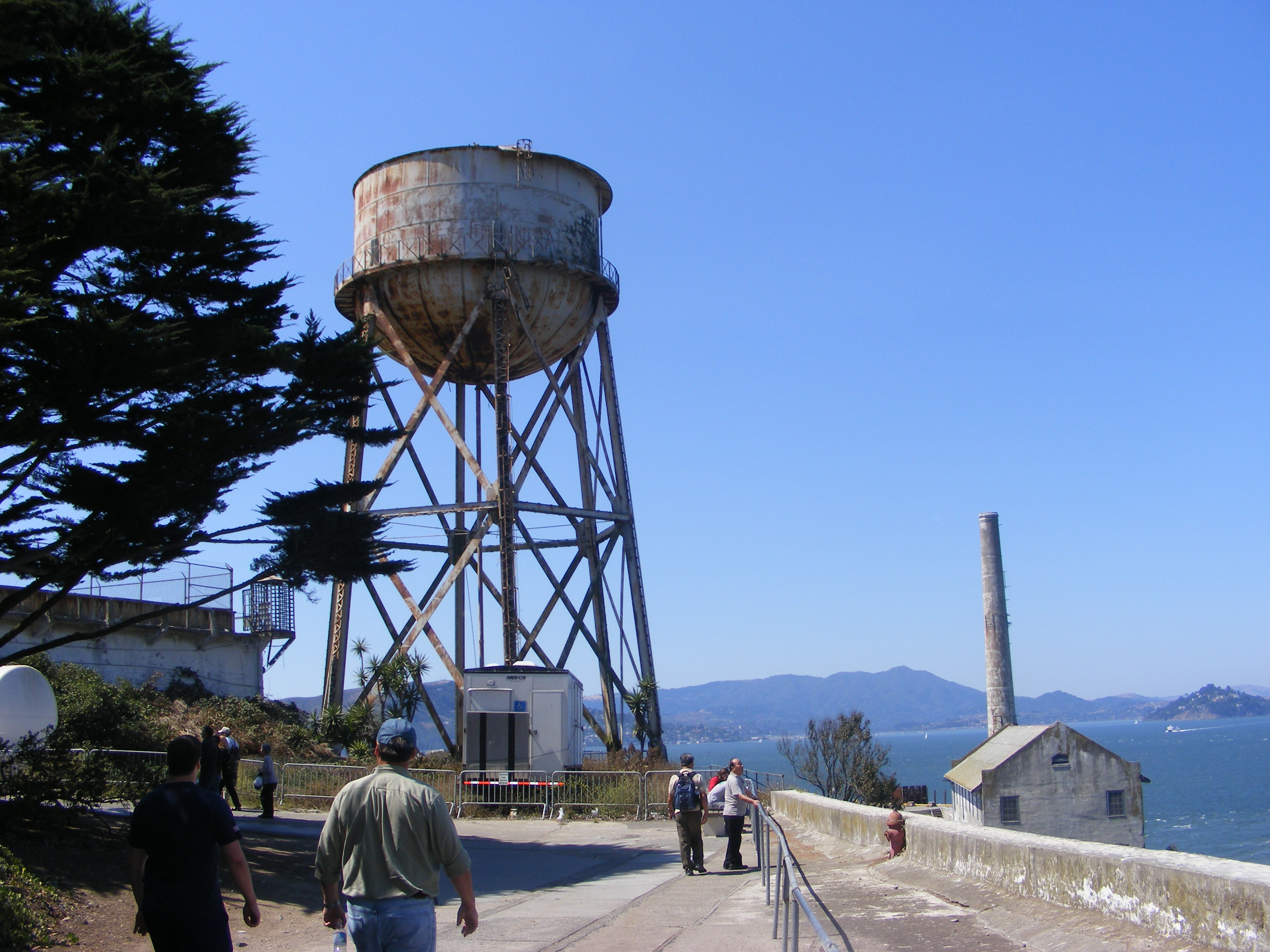
L'acquedotto e la centrale elettrica (a destra) sull'isola.

Il primo spagnolo a documentare l'isola fu Juan Manuel de Ayala, che mappò la baia di San Francisco nel 1775 e nominò una delle sue tre isole "La Isla de los Alcatraces", che si può tradurre come "L'isola delle sule" ma comunemente veniva tradotta come "L'isola dei pellicani", dallo spagnolo arcaico alcatraz ("pellicano"). Nel giro di dieci anni, il nome spagnolo "Alcatraz" divenne popolare. Nell'agosto del 1827, il capitano francese Auguste Bernard Duhaut-Cilly scrisse "...passando l'isola degli Alcatraze (pellicani)... è coperta da un numero incalcolabile di questi uccelli. Un colpo di cannone lanciato contro queste legioni pennute le fece volare in una grande nuvola con un rumore come di un uragano." Il pellicano bruno della California (Pelecanus occidentalis californicus) attualmente non nidifica più sull'isola. Gli spagnoli in questo periodo eressero delle piccole strutture sull'isola.

### Il Forte di Alcatraz

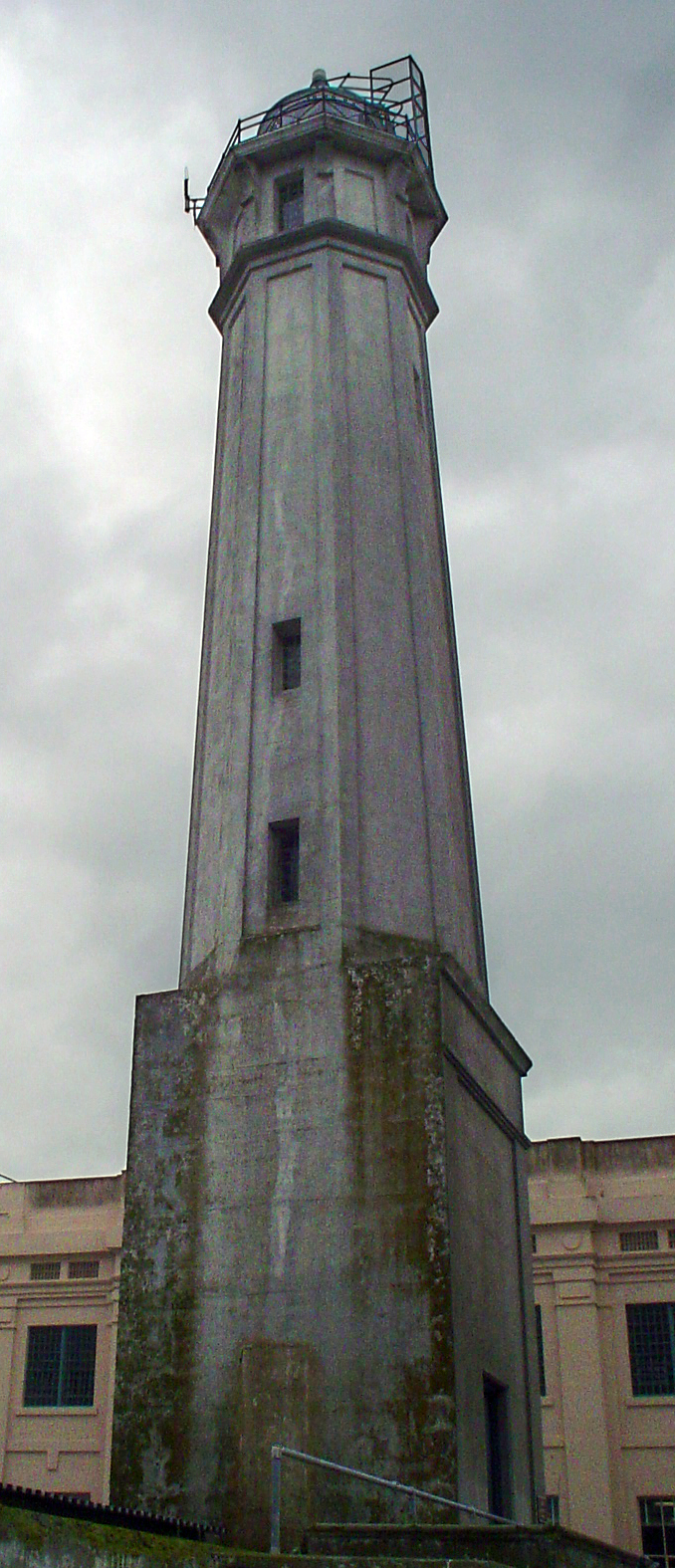
La torre del faro adiacente alla prigione

Il primo proprietario dell'isola di Alcatraz di cui si abbia notizia è Julian Workman, il quale l'aveva ricevuta dal governatore messicano Pío Pico nel giugno del 1846 dato che Workman aveva espresso il proposito di costruirvi un faro. Julian Workman era il nome di battesimo di William Workman, co-proprietario del Rancho La Puente ed amico personale di Pio Pico. Nel 1846, come governatore militare della California, John Charles Frémont, campione della teoria del "Destino manifesto" e leader della Repubblica della California, comprò l'isola per 5000 dollari in nome del governo degli Stati Uniti da Francis Temple. Nel 1850, il presidente Millard Fillmore ordinò che l'isola di Alcatraz fosse destinata ad uso esclusivo dell'esercito degli Stati Uniti, a seguito dell'acquisizione della California dal Messico dopo la guerra messico-statunitense. Frémont attese una sostanziosa controparte in denaro per la cessione dell'isola, ma il governo statunitense dichiarò non valido il suo acquisto e non pagò Frémont. Frémont e i suoi eredi ingaggiarono dunque col governo una battaglia legale che si protrasse sino agli anni '90 dell'Ottocento, ma senza successo.
Con l'acquisizione della California da parte degli Stati Uniti, come risultato del Trattato di Guadalupe Hidalgo (1848) che pose fine alla guerra messico-statunitense, e l'inizio della corsa all'oro californiana l'anno successivo, l'esercito statunitense iniziò a studiare la possibilità di porre sull'isola di Alcatraz delle batterie d'artiglieria costiere per proteggere la Baia di San Francisco. Nel 1853, sotto la direzione di Zealous B. Tower, lo United States Army Corps of Engineers iniziò a fortificare l'isola, lavoro che continuò sino al 1858, quando venne completata la versione iniziale di Fort Alcatraz. La prima guarnigione dell'isola, composta da 200 soldati, giunse sul finire dell'anno.
Quando la guerra civile americana scoppiò nel 1861, l'isola disponeva di 85 cannoni (portati a 105 nel 1866) disposti in casematte lungo tutto il suo perimetro, anche se la scarsità di uomini faceva sì che solo parte di essi potessero essere utilizzati contemporaneamente. Nel medesimo periodo l'isola venne utilizzata anche dall'Arsenale di San Francisco per stoccarvi armi da fuoco ed evitare che esse potessero cadere nelle mani dei simpatizzanti Confederati. Alcatraz, progettata come un "sito militare pesantemente fortificato sulla Costa Occidentale", venne pensata come parte di un "triangolo di difesa" che comprendeva anche Fort Point e Lime Point, ma quest'ultimo alla fine non venne mai costruito. Ad Alcatraz venne inoltre costruito e reso operativo il primo faro marittimo della costa occidentale degli Stati Uniti. Durante la guerra, Fort Alcatraz venne utilizzato anche per imprigionare i simpatizzanti confederati ed i pirati che spadroneggiavano lungo la costa, senza che però fosse mai sparato nessun colpo di cannone dai suoi spalti.
Studi condotti nel 2018 da un gruppo di archeologi con l'uso di radar e scanner laser hanno trovato i resti di queste strutture, oltre a magazzini per le munizioni e tunnel sotterranei per lo spostamento delle merci sotto la fortezza.

#### Prigione militare
Per la sua posizione isolata rispetto alle fredde acque della Baia di San Francisco, Alcatraz venne utilizzata già dal 1859 anche come prigione militare. Dal 1861, il forte divenne la prigione militare del Dipartimento del Pacifico ed ospitò i prigionieri della guerra civile per i dieci anni successivi. 

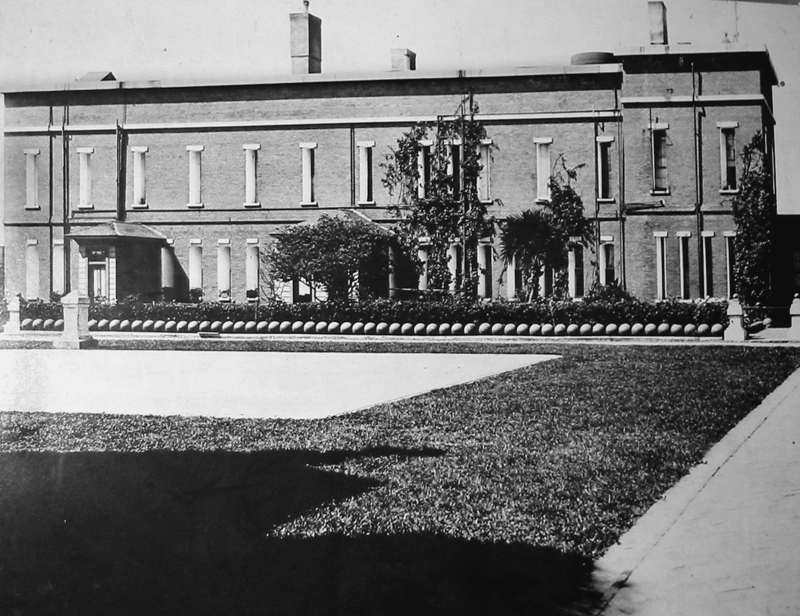
La cittadella di Alcatraz costruita all'inizio degli anni '50 dell'Ottocento. Fotografia del 1908.

A partire dal 1863, oltre ai militari vi vennero imprigionati anche quei cittadini accusati di tradimento.
La guerra civile americana apportò anche rapidi cambiamenti all'artiglieria ed alle fortificazioni. Le difese del forte di Alcatraz si presentavano ormai obsolete e pertanto si resero necessari dei nuovi lavori, incluso l'ambizioso progetto di livellare l'intera isola e di costruirvi dei magazzini sotterranei, progetto portato avanti dal 1870 al 1876 ma mai concluso (l'area denominata oggi "parade ground" nella parte a sud dell'isola rappresenta la parte eseguita di questi lavori). L'esercito, al contrario, concentrò i propri sforzi nel far divenire Alcatraz da un centro di difesa costiera ad un luogo di detenzione moderno, compito reso più semplice dall'isolamento naturale del luogo. Nel 1867, venne costruita una prima prigione in mattoni (in precedenza i detenuti erano incarcerati nella cantina del corpo di guardia), e nel 1868, Alcatraz venne ufficialmente designato come prigione militare. Tra i carcerati in questo periodo si contavano diversi Confederati della costa occidentale e alcuni nativi americani della tribù Hopi.
Nel 1898, la guerra ispano-americana incrementò il numero dei detenuti sull'isola da 26 a più di 450, e dal 1905 al 1907 la prigione venne comandata dal generale statunitense George W. McIver. Dopo il Terremoto di San Francisco del 1906, i prigionieri civili vennero trasferiti ad Alcatraz per maggior sicurezza. Nel 1909 si diede inizio alla costruzione di un primo blocco consistente di celle, disegnate dal maggiore Reuben Turner, che caratterizzano ancora oggi l'aspetto dell'isola. Venne completato nel 1912. Per far spazio al nuovo blocco di celle, la cittadella e tre caserme vennero demolite al piano terreno, mentre vennero mantenute intatte le parti sotterranee. La struttura venne inoltre circondata da un fossato asciutto con scopi difensivi. Il primo piano venne incorporato come base del nuovo blocco di celle, contribuendo ad alimentare la leggenda di "carceri misteriose" sotto il blocco principale delle celle.
Durante la prima guerra mondiale, la prigione ospitò gli obiettori di coscienza come Philip Grosser, che scrisse qui un pamphlet dal titolo Uncle Sam's Devil's Island riguardo alla sua esperienza nel carcere.

### Il penitenziario federale di Alcatraz

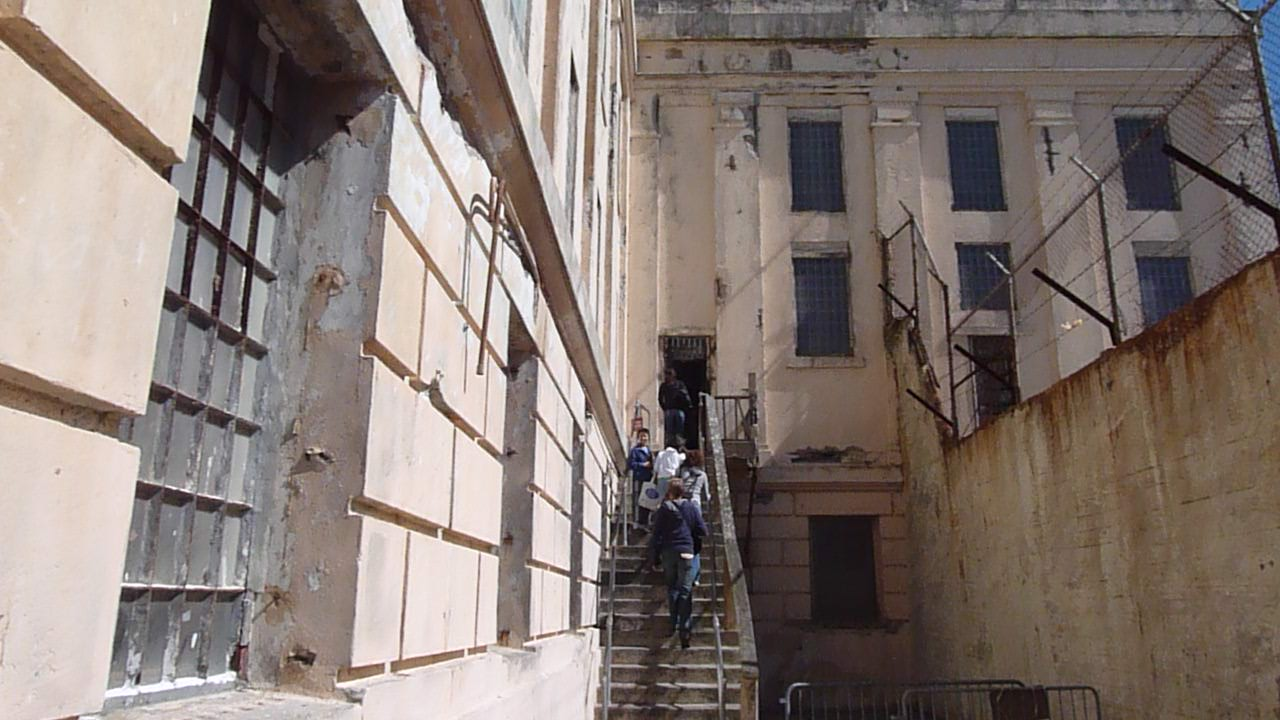
Veduta esterna del blocco D delle celle del carcere di Alcatraz.

Le caserme presenti sull'isola di Alcatraz vennero acquisite dal dipartimento della giustizia degli Stati Uniti il 12 ottobre 1933, e l'isola divenne sede di una prigione federale nell'agosto del 1934. Alcatraz venne designata come carcere di massima sicurezza per detenuti reputati problematici per altre prigioni. Alle 9:40 dell'11 agosto 1934, giunsero ad Alcatraz i primi 137 prigionieri, provenienti via ferroviaria dal penitenziario di Leavenworth (Kansas), a Santa Venetia (California), prima di essere scortati sino ad Alcatraz a bordo di appositi furgoni da 60 agenti speciali dell'FBI e da ufficiali della sicurezza delle ferrovie. Gran parte di questi prigionieri erano noti ladri di banche e assassini. La prigione inizialmente aveva uno staff di 155 guardie, incluso il primo guardiano James A. Johnston ed il suo vice J. E. Shuttleworth, entrambi considerati "uomini di ferro".

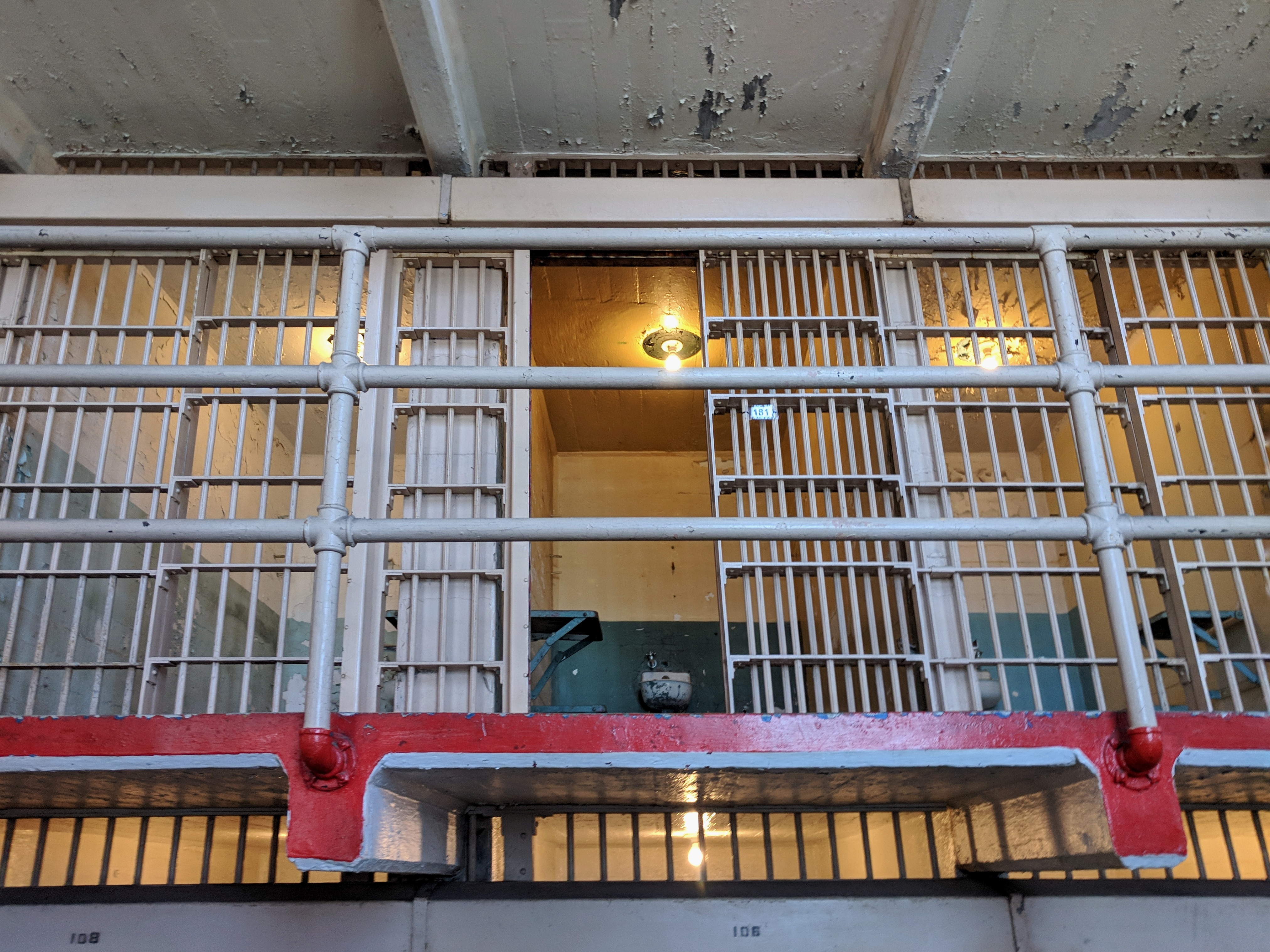
La cella 181 ad Alcatraz dove venne imprigionato Al Capone

Durante i 29 anni del suo utilizzo, la prigione ospitò alcuni tra i più noti criminali della storia americana, come Al Capone, Robert Franklin Stroud (l'"ornitologo di Alcatraz"), George R. Kelly, Bumpy Johnson, Rafael Cancel Miranda (membro del Puerto Rican Nationalist Party che aveva osato attaccare l'edificio del Campidoglio statunitense nel 1954), Mickey Cohen, Arthur R. "Doc" Barker e Alvin Karpis. L'isola disponeva inoltre di alloggi per lo staff della prigione e per le loro famiglie.
Il carcere fu chiuso il 21 marzo 1963 per gli elevati costi della sua gestione: era infatti necessario il trasporto sull'isola di alimenti, acqua potabile e indumenti. I politici americani arrivarono a sostenere che sarebbe stato più economico mantenere i detenuti nell'albergo più lussuoso di New York piuttosto che sull'isola.

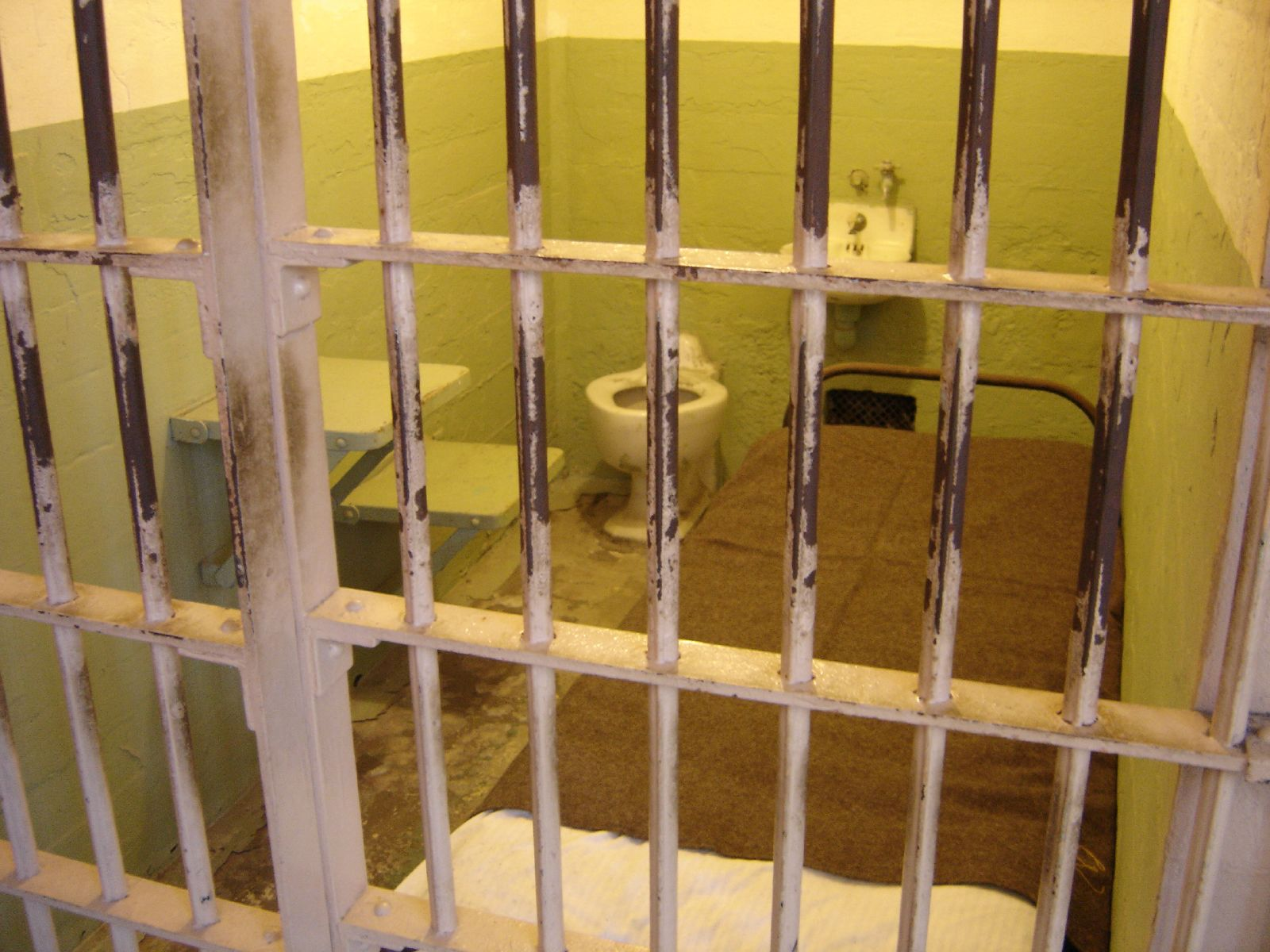
Una cella del carcere

Il carcere di Alcatraz era comunemente noto per l'estrema rigidità con cui venivano trattati i suoi detenuti.
Chi veniva mandato ad Alcatraz era solitamente considerato molto pericoloso o aveva già tentato la fuga da altre prigioni.
I carcerati erano costretti a scontare la loro pena in una cella singola, dalle dimensioni notevolmente ridotte.
Le mancanze disciplinari venivano punite con la reclusione al buio e al freddo nelle celle di isolamento. A differenza di altre carceri, la possibilità di lavorare non era concessa a tutti, ma era un privilegio che ci si doveva guadagnare con la buona condotta e rispettando le regole della prigione. Un'eventuale rivolta nel refettorio poteva causare la morte di detenuti e personale di guardia, causata dal gas sprigionato per sedarla (durante i pasti tutti i prigionieri venivano radunati in un solo stanzone, sotto la sorveglianza di appena due o tre secondini)..
Anni dopo, il carcere fu aperto al pubblico per le visite guidate: attualmente gestito dalla National Park Service, fa parte della Golden Gate National Recreation Area.

#### I tentativi di evasione

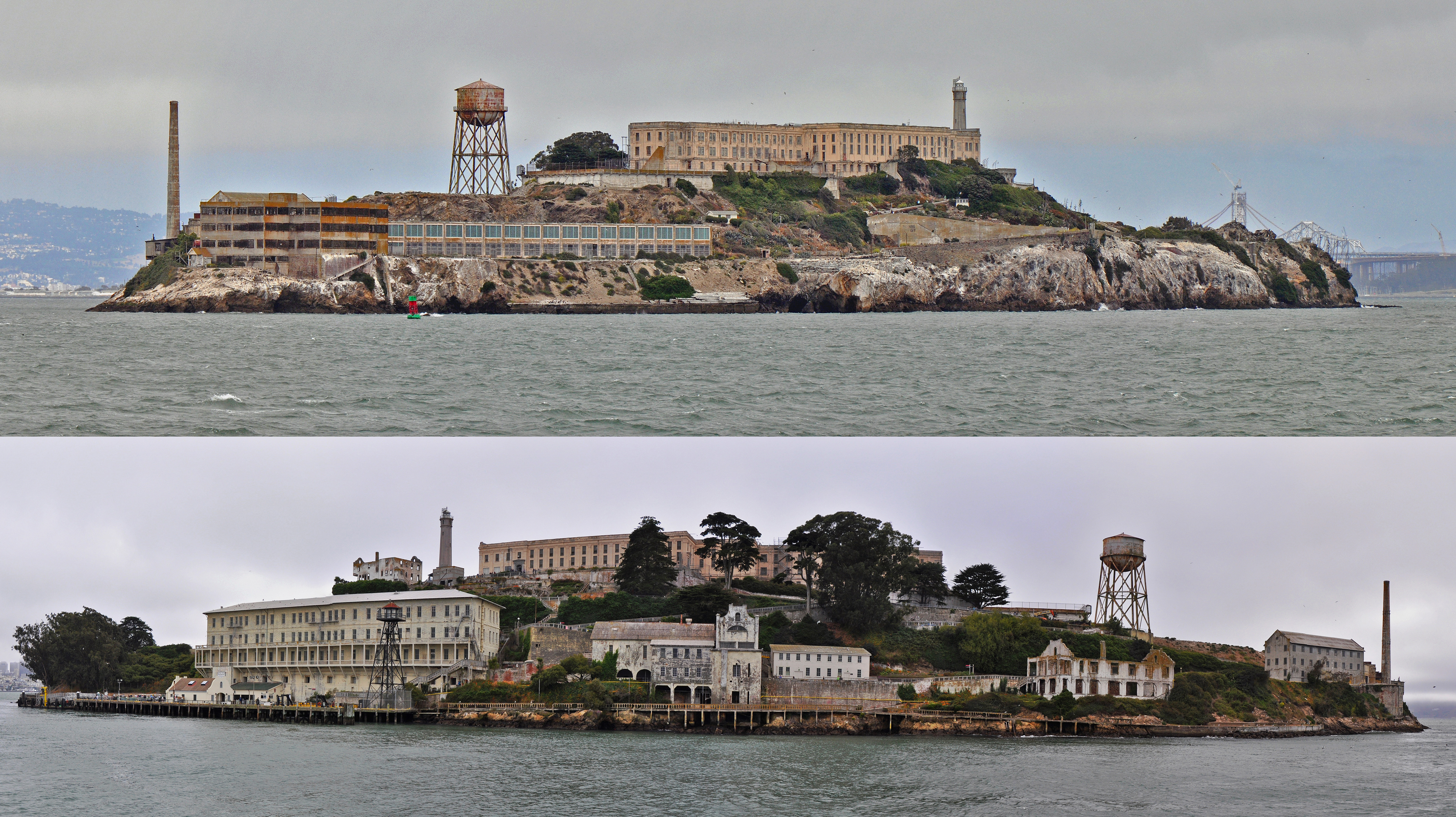
L'isola di Alcatraz vista dai due lati lunghi.

Durante i 29 anni di apertura del penitenziario ci furono 14 tentativi di evasione da parte di 36 detenuti in totale.

##### Joseph Bowers
Il primo tentativo di evasione fu ad opera di Joseph Bowers, il 27 aprile 1936; il detenuto tentò di scavalcare le varie recinzioni, ma venne presto freddato dai colpi di fucile delle guardie che lo uccisero.

##### Theodore Cole e Ralph Roe
La prima evasione riuscita da Alcatraz, il 16 dicembre 1937, fu quella di Theodore Cole e Ralph Roe.
I due passarono attraverso le sbarre di una finestra della prigione e, approfittando della nebbia, riuscirono a raggiungere l'acqua ed a scomparire nella Baia di San Francisco. Perse le tracce dei due detenuti, essi vennero dichiarati affogati nell'omonima baia.
Quattro anni dopo, un giornalista dichiarò di aver incontrato Roe in Sudamerica e che lo stesso, nel corso di un'intervista, aveva rivelato che Cole era stato rapinato ed assassinato da due sconosciuti.

##### James Lucas, Rufus Franklin e Thomas Limerick
Sei mesi più tardi, il 23 maggio 1938, James Lucas ed altri due carcerati progettarono un piano di fuga da Alcatraz.
Il piano non fu progettato attentamente ed infatti questo tentativo di fuga terminò con la morte di Thomas Limerick (complice di Lucas) e di una guardia, Royal C. Cline, stordita in precedenza.
Lucas e l'altro complice, Rufus Franklin, furono processati e condannati all'ergastolo.

##### Dale Stamphill, William Martin, Arthur Barker, Rufus McCain ed Henri Young
Il 13 gennaio 1939, fu la volta di Dale Stamphill, William Martin, Arthur Barker, Rufus McCain ed Henri Young, una fuga dimostratasi alquanto deludente in quanto Barker, una volta arrivato sulla spiaggia, rivelò di non saper nuotare e di conseguenza Martin, McCain, Stamphill e Young furono ripresi.
Barker e Stamphill vennero uccisi; Martin, McCain e Young vennero riportati in prigione e condannati a 22 mesi d'isolamento e riabilitati. L'anno successivo, terminata la loro riabilitazione, Young uccise McCain, perché rivelò di aver segnalato la propria fuga, fin dal principio, alle guardie. Questo evento ha fornito lo spunto per il film L'isola dell'ingiustizia - Alcatraz, che però si allontana dalla realtà dei fatti.

##### James Boarman, Harold Brest, Fred Hunter, Floyd Hamilton
Altro tentativo di fuga riguarda quello di James Boarman, Harold Brest, Fred Hunter, Floyd Hamilton ed altri tre carcerati, avvenuto il 13 aprile 1943.
I sette detenuti riuscirono a passare inosservati, fino a che non furono individuati mentre stavano attraversando la baia di San Francisco a nuoto.
Le guardie, appena viste le sagome in acqua, aprirono il fuoco ed il primo ad essere ucciso fu Brest; in seguito sparirono sott'acqua Boarman ed altri due carcerati mai identificati e, infine, fu Hamilton l'ultimo ad essere ucciso.
In questo tentativo di fuga, solo Hunter e un altro complice si salvarono.

##### Battaglia di Alcatraz
Uno dei tentativi di fuga da Alcatraz che entrò nella storia riguarda la famosa Battaglia di Alcatraz, una rivolta scatenatasi il 2 maggio 1946 e terminata due giorni dopo con la morte di tre prigionieri (autori della rivolta) e di due guardie.
Gli autori di questa rivolta (Bernard Coy, Marvin Hubbard, Joe Cretzer – uccisi durante la rivolta - Sam Shockley, Miran Thompson e Clarence Carnes – sopravvissuti), armati, non vedendo possibilità di fuga intrapresero una sanguinosa lotta contro le guardie carcerarie, le quali furono assistite da alcune unità della Polizia di San Francisco, della Guardia costiera, dell'Aeronautica militare e del corpo dei Marines. L'uccisione di due guardie prese in ostaggio provocò la reazione di tutta la prigione che si scatenò sulle forze dell'ordine per avere la meglio.
La rivolta terminò due giorni dopo quando i marines, aiutati dal carcerato Robert Stroud, riuscirono a sedare i prigionieri.
Dopo la morte dei tre autori, furono arrestati e processati gli altri tre, dei quali Carnes fu risparmiato, mentre Shockley e Thompson furono condotti a San Quentin per essere giustiziati nella camera a gas il 3 dicembre 1948.

##### Frank Morris, John e Clarence Anglin
Il caso più famoso di fuga da Alcatraz riguarda invece i detenuti Frank Morris, i fratelli John e Clarence Anglin, che l'11 giugno 1962 riuscirono a uscire dalle loro celle attraverso l'impianto di ventilazione (lasciando dei manichini da loro costruiti sulle brande per cercare di camuffare il più a lungo possibile la fuga) e ad arrivare, servendosi di una zattera e di alcuni giubbotti di salvataggio fatti di impermeabili, fino alla costa, dove fecero perdere definitivamente le loro tracce.
Alla fuga avrebbe dovuto anche partecipare un quarto carcerato, Allen West. Quest'ultimo ebbe la sfortuna di essere più grande del buco che aveva costruito, quindi non ebbe scelta che rimanere nel penitenziario.
Nessuno ebbe più notizie dei tre fuggitivi e la direzione del carcere, non avendone però mai ritrovato i corpi, negò fermamente la possibilità che fossero riusciti a fuggire dall'isola (e, soprattutto, ad attraversare a nuoto il gelido tratto della baia di San Francisco).
Secondo la testimonianza dell'audioguida su Alcatraz, pare che i tre, nel corso di svariati mesi di continuo ed estenuante lavoro, utilizzando un semplice cucchiaio da cucina, riuscirono a realizzare un tunnel sufficientemente largo e profondo da consentire di raggiungere il condotto dell'aria.
A questo episodio è ispirato il film Fuga da Alcatraz, con protagonista Clint Eastwood.

##### John Paul Scott e Darl Parker
Un altro caso, riguardante l'ultima fuga dalla prigione, è quello di John Paul Scott e Gerald Parker, il 16 dicembre 1962, 6 mesi dopo la fuga di Morris e dei fratelli Anglin.
I due, mentre stavano lavorando nelle cucine della prigione, approfittarono dell'assenza delle guardie per allargare le sbarre della finestra e per farsi calare sulla spiaggia, dopodiché si sarebbero messi in acqua per raggiungere San Francisco.
La loro assenza fu notata pochi minuti dopo e, infatti, Parker fu quasi immediatamente recuperato in acqua; Scott, invece, fu ritrovato sulla spiaggia di San Francisco dopo un paio di ore, in stato di ipotermia.
A seguito di questo tentativo di fuga fu confermata la possibilità di raggiungere a nuoto San Francisco.

### Occupazione di Alcatraz

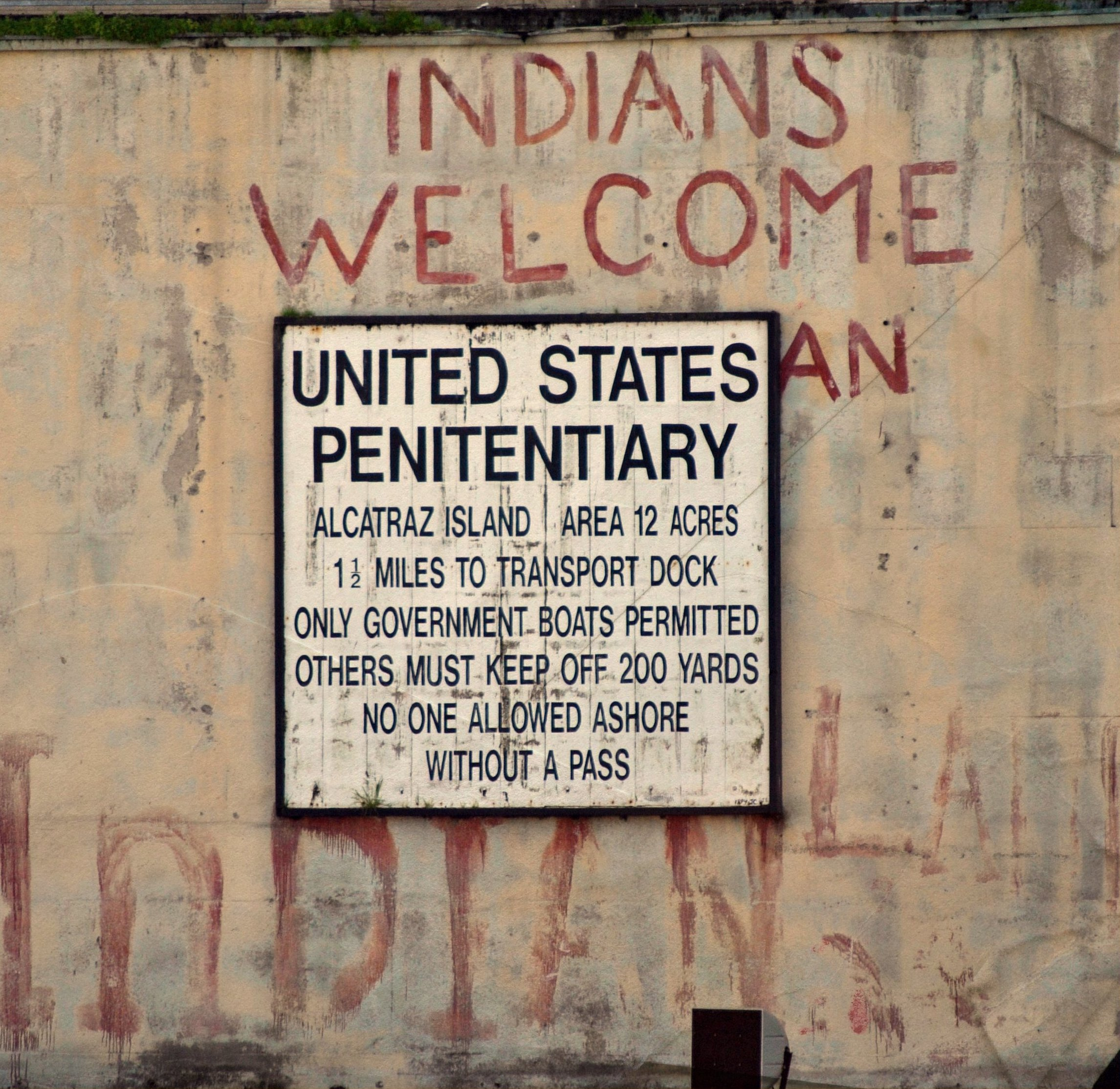
Tracce dell'occupazione amerinda del 1969-1971

Il 9 novembre 1969 settantotto nativi americani guidati da Richard Oakes occuparono il penitenziario ormai abbandonato.
Si offrirono di ricomprare l'isola al medesimo prezzo dell'isola di Manhattan comprata 300 anni prima con perline colorate e stoffa rossa.
Arrivarono altre persone in rappresentanza di cinquanta tribù, denominarono se stesse Indians of All Tribes e manifestarono pacificamente il desiderio di trasformare l'isola in un centro studi nativi americani per l'ecologia.
Un anno e mezzo dopo le forze federali li sgombrarono di peso.

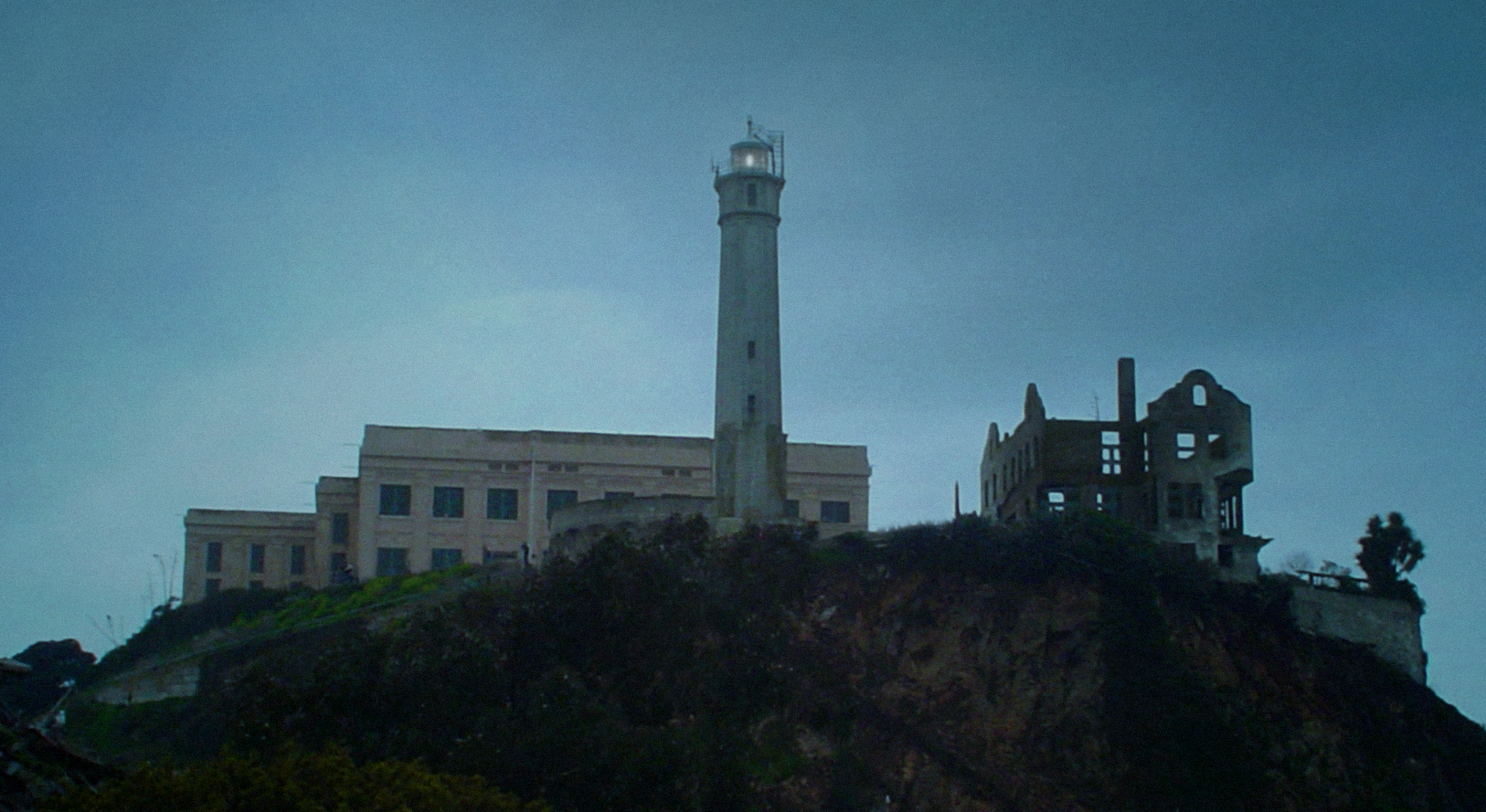
Il blocco celle di Alcatraz, il faro e la casa del guardiano, incendiata durante l'occupazione del 1969–71

Durante i diciannove mesi e nove giorni di occupazione da parte degli aborigeni d'America, molte strutture di Alcatraz vennero danneggiate o distrutte da incendi, compresa la casa del guardiano del faro, e altre aree. L'origine dell'incendio in particolare è ancora oggi dibattuta. Il governo statunitense venne costretto a demolire quindi alcune strutture (in particolare l'area delle abitazioni) dopo la fine dell'occupazione. Ancora oggi si possono notare dei graffiti risalenti a questo periodo in molti punti dell'isola.
Durante l'occupazione, il presidente Richard Nixon decise di rivedere la politica di segregazione degli aborigeni nord-americani, stabilendo un nuovo canale di relazioni speciali col governo statunitense.

## Film ispirati o ambientati ad Alcatraz
- L'uomo di Alcatraz (Birdman of Alcatraz), regia di John Frankenheimer (1962)
- Cielo di piombo, ispettore Callaghan (The Enforcer), regia di James Fargo (1976)
- Fuga da Alcatraz (Escape from Alcatraz), regia di Don Siegel (1979)
- Incubo ad Alcatraz (Six Against the Rock), regia di Paul Wendkos - film TV (1987)
- L'isola dell'ingiustizia - Alcatraz (Murder in the First), regia di Marc Rocco (1995)
- Le nuove avventure di Charlie (All Dogs Go to Heaven 2), regia di Paul Sabella e Larry Leker (1996)
- The Rock, regia di Michael Bay (1996)
- Lupin III - Alcatraz Connection (Rupan Sansei: Arukatorazu Konekushon), regia di Hideki Tonokatsu - film TV (2001)
- Infiltrato speciale (Half past dead), regia di Don Michael Paul (2002)
- X-Men - Conflitto finale (X-Men: The Last Stand), regia di Brett Ratner (2006)
- Codice Genesi (The book of Eli), regia di Albert e Allen Hughes (2010)
- Cani & gatti - La vendetta di Kitty (Cats & Dogs: The Revenge of Kitty Galore), regia di Brad Peyton (2010)
- Alcatratz I, regia di Tommy Madsen (2012)

## Telefilm ispirati o ambientati ad Alcatraz
- Le strade di San Francisco st. 2 ep. 5 "Tornando a casa" (1973)
- Alcatraz (serie televisiva), 1ª stagione 2012.

## Videogiochi ambientati ad Alcatraz
- Nel videogioco Tony Hawk's Pro Skater 4 è presente questa struttura;
- Nel videogioco RAINBOW SIX 3 una missione della campagna si svolge all'interno del carcere;
- Nel videogioco Battlefield: Hardline è una mappa del multiplayer online, contenuta nel dlc "Tradimento";
- Mob of the Dead, mappa della modalità Zombie di Call of Duty: Black Ops II, di cui un protagonista si chiama come uno che provò a fuggire;
- Nel videogioco Driver: San Francisco;
- Nel videogioco di Forge of Empires è un grande edificio dell'età progressista;
- Nel videogioco The Escapists è stato dedicato un livello a questa prigione;
- In Hulk ci sono diversi livelli ambientati nella prigione;
- L'avventura grafica 1954 Alcatraz è ambientata nel famoso penitenziario;
- Nel videogioco Watch Dogs 2 è possibile visitare l'isola e la prigione
- In Jackie Chan Adventures per PS2 ad Alcatraz si trovano due talismani e un portale per risvegliare il demone del vento.
- Blackout, modalità di Call of Duty: Black Ops IIII;
- Nel videogioco mobile Call of Duty Mobile è stata inserita l'intera mappa della prigione e dell'isola in modalità Battle Royale a squadre;
- Nel videogioco Call of Duty: Warzone, è stata inserita questa mappa in una modalità, chiamata "Rebirth Island".

## Altro ispirato o ambientato ad Alcatraz
- Jack Folla;
- l'albo a fumetti della serie regolare n. 355 di Tex Willer, intitolato "Alcatraz";
- l'episodio Fuga da Aquatraz (Duckman of Aquatraz) della serie disneyana Duck Tales;
- Azkaban (Harry Potter);
- Percy Jackson e gli dei dell'Olimpo: la battaglia del labirinto: qui vi si trova rinchiuso il centimano Briareo, sorvegliato da Campe;
- I segreti di Nicholas Flamel, l'immortale: la prigione appare in diversi libri in quanto utilizzata dai padroni del dottor John Dee per radunare un esercito di mostri, addormentati nelle celle in attesa di essere sguinzagliati su San Francisco. Vi hanno luogo diverse battaglie tra Immortali, mostri e dei;
- Alcatraz: brano musicale presente nell'album I Kill You di Lanz Khan.